# Classe S (sommergibile Regno Unito 1914)
I sommergibili della Royal Navy Classe S del 1914 (da non confondere con la Classe S inglese del 1931), sono stati costruiti da Scotts a Greenock, in Scozia, poco prima della prima guerra mondiale. La classe S è stata basata su un design italiano della Laurenti barche. 
Sono state costruite tre unità e tutte e tre sono state trasferite alla Regia Marina nel mese di ottobre del 1915 presumibilmente per il fatto che gli italiani avessero più familiarità con la progettazione e la tecnologia.